# 모르주구
모르주구(Morges District)는 스위스 보주의 구이다. 구의 청사는 모르주시에 있다.

## 지리
모르주의 면적은 2009년 기준으로 372.99k㎡이다. 이 면적 중 205.69k㎡ (55.1%)가 농업 목적으로 사용되는 반면 126.4k㎡(33.9%)는 산림이다. 나머지 토지 중 38.25k㎡ (10.3%)가 정착지(건물 또는 도로)이고 2.66k㎡ (0.7%)가 비생산적인 토지이다.

## 인구통계
모르주의 인구(2020년 12월 기준 )는 84,533명이다.
2000년 기준, 대부분의 인구는 프랑스어 (56,847 또는 82.3%)를 사용하며 독일어가 두 번째로 많이 사용(3,224 또는 4.7%)하고, 이탈리아어가 세 번째(2,589 또는 3.7%)이다. 로만쉬어를 구사하는 사람은 22명이다.
지역 인구 중 12,738명(18.4%)가 모르주에서 태어나 2000년에 그곳에 살았다. 같은 주에서 태어난 23,191명(33.6%)가 있었고, 11,880명(17.2%)가 스위스 다른 곳에서 태어났고, 19,384명(17.2%)가 같은 주에서 태어났다. 28.1%는 스위스 밖에서 태어났다.
2008년에는 스위스 시민이 592명, 비스위스계 시민이 198명이었고, 같은 기간 동안 스위스 시민이 484명, 비스위스계 시민이 55명 사망했다. 이민과 이민을 무시하면 스위스 시민의 인구는 108명이 증가한 반면 외국인 인구는 143명이 증가했다. 스위스에서 이주한 스위스 남자는 37명, 스위스 여자는 27명이었다. 동시에 다른 나라에서 스위스로 이주한 585명의 비스위스계 남성과 629명의 비스위스계 여성이 있었다. 2008년 전체 스위스 인구 변화(시 경계를 넘는 이동을 포함한 모든 출처에서)는 417명이 증가했고, 비스위스계 인구는 1,055명이 증가했다. 이는 2.1%의 인구 증가율을 나타낸다.
2009년 현재 모르주의 연령 분포는 다음과 같다. 8,300명(인구의 11.5%)이 0~9세이고 9,051명(12.5%)이 10~19세이다. 성인 인구 중 8,180명(인구의 11.3%(20~29세))이 있다. 10,572명(14.6%)이 30~39세, 11,911명(16.5%)이 40~49세, 9,153명(12.7%)이 50~59세이다. 고령자 분포는 7,634명(60세 이하 10.6%)이다. 69세는 4,411명(6.1%), 70~79세는 2,489명(3.4%), 90세 이상(531명)은 0.7%다.
2000년 기준으로 미혼이거나 독신인 사람은 28,815명이다. 기혼자는 32,925명, 미망인은 3,126명, 이혼한 사람은 4,211명이다.
1인 가구는 9,904가구, 5인 이상 가구는 1599가구였다. 총 29,876가구 중 1인 가구가 33.2%로 부모와 동거하는 성인 117가구였다. 나머지 가구 중 자녀가 없는 기혼가구는 7,893가구, 자녀가 있는 기혼가구는 9,114가구로 자녀가 있는 편부모는 1,660가구이다. 혈연관계가 없는 사람이 563가구, 기관이나 집단주택이 625가구였다.
역사적 인구는 다음 차트에 나와 있다.

## 합병과 변경
2011년 7월 1일 Colombier, Monnaz 및 Saint-Saphorin-sur-모르주의 지자체는 Echichens의 지자체로 병합되었다.
2021년 1월 1일 Monterod의 이전 시정촌은 오본시로 합병되었다.
2021년 7월 1일에 Apples, Cottens, Pampigny, Sévery, Bussy-Chardonney 및 Reverolle의 이전 지자체가 오트 모르주의 새로운 지자체에 병합되었다.

## 정치
2007년 연방 선거에서 가장 인기 있는 정당은 22.18%의 득표율을 기록한 SVP였다. 다음으로 가장 인기 있는 3개 정당은 SP (21.71%), FDP (14.66%), 녹색당 (14.08%)이었다. 이번 연방 총선에서는 총 19,756표가 투표되었고, 투표율은 46.7%였다.

## 종교
2000년 인구 조사에 따르면 24,486명(35.4%)이 로마 가톨릭 신자이고, 26,305명(38.1%)이 스위스 개혁 교회에 속해 있다. 나머지 인구 중 정교회 교인은 1,056명(인구의 약 1.53%), 천주교 교인은 46명(인구의 약 0.07%)이었다. 다른 기독교 교회에 속한 1,972명(약 2.85%). 유대인은 127명(인구의 약 0.18% )이었고, 이슬람교는 2,263명(인구의 약 3.28%), 불교 150명, 힌두교 85명과 다른 교회에 속한 124명이 있었다. 9,157명(인구의 약 13.26%)이 교회에 속하지 않고, 불가지론자 또는 무신론자이며, 3,306명(인구의 약 4.79%)이 질문에 대답하지 않았다.

## 교육
모르주에서는 인구의 약 24,337명(35.2%)이 비필수 중등 교육을 이수했으며, 11,370명(16.5%)이 추가 고등 교육(대학교 또는 응용학문대학)을 마쳤다. 고등 교육을 마친 11,370명 중 48.6%가 스위스 남성, 26.5%가 스위스 여성, 15.2%가 비스위스계 남성, 9.7%가 비스위스계 여성이었다.
2009/2010 학년도에 지역 및 학군 학교 시스템에 총 9,184명의 학생이 있었다. 보주 주립학교 시스템에서는 정치 구역에서 2년간의 의무가 아닌 유아원을 제공한다. 학년도 동안 학군은 총 631명의 어린이에게 유치원 보육을 제공했다. 203명(32.2%)의 아동이 유치원에서 보조금을 받았다. 4년 동안 지속된 초등학교 프로그램에는 4,838명의 학생이 있었다. 의무 중학교 과정은 6년 동안 지속되며 해당 학교의 학생은 4,238명이다. 홈스쿨링을 하거나 다른 학교에 다니는 학생도 108명이었다.

## 지자체
다음 지자체가 지구 내에 있다.
| 지자체              | 인구 (2017년 12월 31일)          | 면적 km2 |
| ------------------- | -------------------------------- | -------- |
| Aclens              | 544                              | 3.90     |
| 알라망              | 438                              | 2.60     |
| 오본                | 3,263                            | 14.36    |
| Ballens             | 524                              | 8.48     |
| Berolle             | 301                              | 9.60     |
| 비에르              | 1,572                            | 25.01    |
| Bougy-Villars       | 481                              | 1.77     |
| Bremblens           | 547                              | 2.90     |
| Buchillon           | 641                              | 2.13     |
| Chavannes-le-Veyron | 141                              | 2.63     |
| Chevilly            | 298                              | 3.87     |
| Chigny              | 338                              | 0.90     |
| Clarmont            | 189                              | 1.00     |
| Cossonay            | 3,813                            | 8.29     |
| Cuarnens            | 479                              | 7.14     |
| Denens              | 774                              | 3.29     |
| Denges              | 1,617                            | 1.66     |
| Dizy                | 229                              | 3.04     |
| Eclépens            | 1,093                            | 5.81     |
| Echandens           | 2,762                            | 3.88     |
| Echichens           | 2,706                            | 2.58     |
| Etoy                | 2,919                            | 4.91     |
| Féchy               | 896                              | 2.70     |
| Ferreyres           | 321                              | 3.15     |
| Gimel               | 2,016                            | 18.89    |
| Gollion             | 917                              | 5.44     |
| Grancy              | 403                              | 5.69     |
| Hautemorges         | Incorrect Municipal Code 1 5,656 | 32.95    |
| La Chaux (Cossonay) | 421                              | 6.75     |
| La Sarraz           | 2,596                            | 7.71     |
| 릴                  | 1,000                            | 16.21    |
| Lavigny             | 1,012                            | 4.00     |
| Lonay               | 2,491                            | 3.71     |
| Lully               | 794                              | 2.05     |
| Lussy-sur-Morges    | 668                              | 2.34     |
| Mauraz              | 60                               | 0.50     |
| Moiry               | 313                              | 6.67     |
| Mollens (VD)        | 300                              | 11.00    |
| 모르주              | 15,838                           | 3.85     |
| Mont-la-Ville       | 418                              | 19.75    |
| Montricher          | 986                              | 25.98    |
| Orny                | 357                              | 5.56     |
| Pompaples           | 853                              | 4.45     |
| Préverenges         | 5,286                            | 1.86     |
| Romanel-sur-Morges  | 469                              | 1.75     |
| Saint-Livres        | 682                              | 8.12     |
| Saint-Oyens         | 365                              | 3.05     |
| Saint-Prex          | 5,682                            | 5.52     |
| Saubraz             | 423                              | 3.70     |
| Senarclens          | 505                              | 3.97     |
| Tolochenaz          | 1,879                            | 1.59     |
| 보-쉬르-모르주      | 199                              | 2.10     |
| Villars-sous-Yens   | 614                              | 3.04     |
| Vufflens-le-Château | 884                              | 2.14     |
| Vullierens          | 499                              | 6.84     |
| Yens                | 1,386                            | 9.51     |
| Total               | 81,767                           | 372.96   |